# 城关镇 (和政县)
城关镇，是中华人民共和国甘肃省临夏回族自治州和政县下辖的一个乡镇级行政单位。

## 行政区划
城关镇下辖以下地区：
社区、杜家河村、洒拉崖村、教场村、南关村、西关村、后寨子村、龙泉村、三谷村、麻藏村、张家庄村和咀头村。